# ブラッドフォード郡 (ペンシルベニア州)
ブラッドフォード郡（英: Bradford County）は、アメリカ合衆国ペンシルベニア州の北部に位置する郡である。2010年国勢調査での人口は62,622人であり、2000年の62,761人から0.2%減少した。郡庁所在地はトウォンダ・ボロ（人口2,919人）であり、同郡で人口最大の町はセイア・ボロ（人口5,587人）である。ブラッドフォード郡は1810年2月21日に、ライカミング郡とルザーン郡の一部を合わせて設立された。当初はオンタリオ郡と呼ばれており、1812年10月13日に再編成されたときにブラッドフォード郡と名付けられた。郡名はペンシルベニア州最高裁判所首席判事とアメリカ合衆国司法長官を務めたウィリアム・ブラッドフォードに因んで名付けられた。

## 政治
ブラッドフォード郡はアメリカ合衆国下院議員ペンシルベニア州第10選挙区に属し、2013年時点では共和党議員を選出している。ペンシルベニア州議会上院では第23選挙区に属しており、下院では第68および第110選挙区に属している。2013年時点で上院は共和党、下院も共和党2人が独占している。

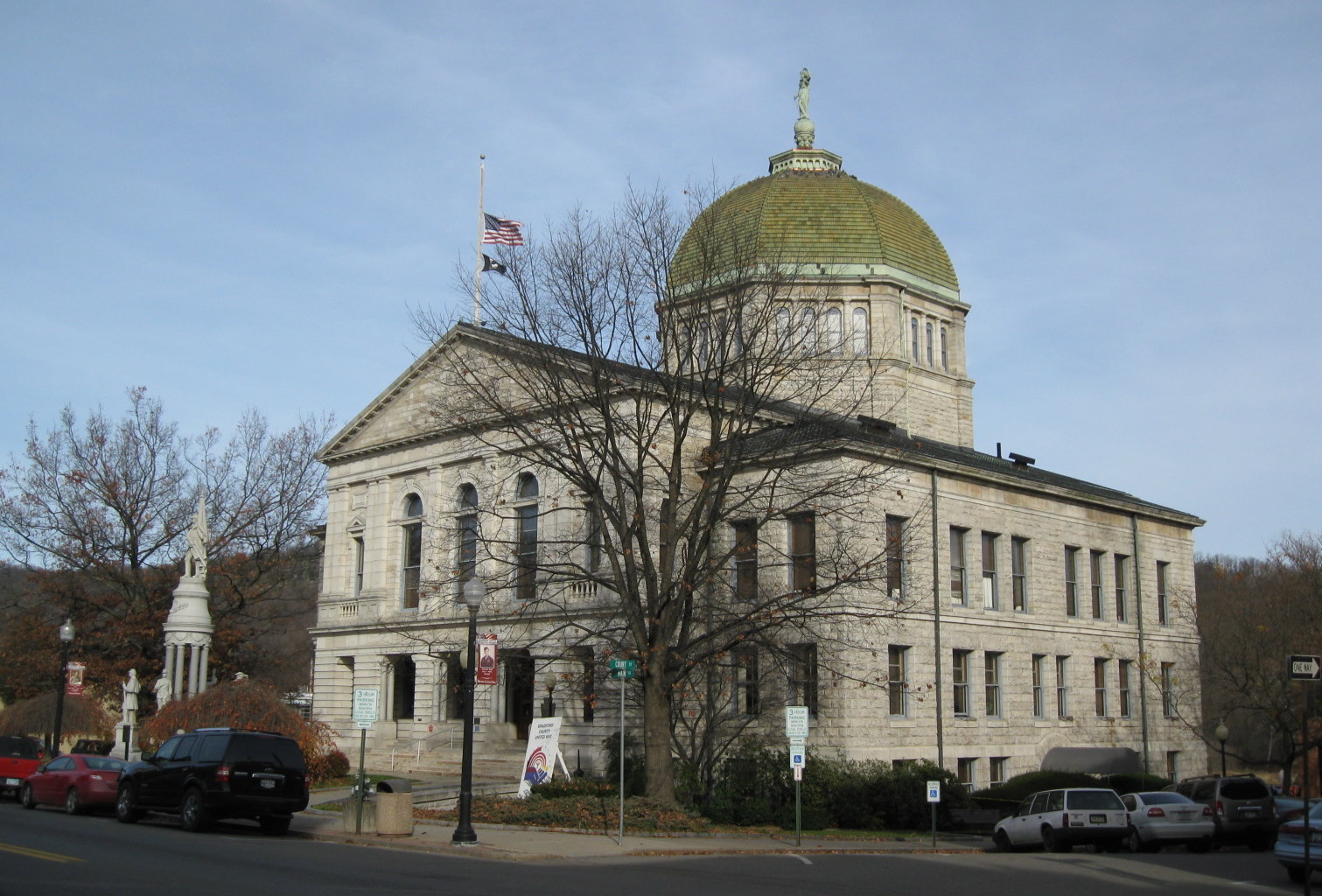
ブラッドフォード郡庁舎

## 地理
アメリカ合衆国国勢調査局に拠れば、郡域全面積は1,161平方マイル (3,007.0 km2)であり、このうち陸地1,151平方マイル (2,981.1 km2)、水域は10平方マイル (25.9 km2)で水域率は0.89%である。

### 交通
郡内の公共交通は、エンドレスマウンテンズ交通公社が担当している。

### 隣接する郡
- シェマング郡 (ニューヨーク州) - 北
- タイオガ郡 (ニューヨーク州) - 北
- サスケハナ郡 - 東
- ワイオミング郡 - 南東
- サリバン郡 - 南
- ライカミング郡 - 南西
- タイオガ郡 - 西

## 人口動態
以下は2000年国勢調査による人口統計データである。
| 基礎データ - 人口: 62,761人 - 世帯数: 24,453 世帯 - 家族数: 17,312 家族 - 人口密度: 21人/km2（54人/mi2） - 住居数: 28,664 軒 - 住居密度: 10軒/km2（25軒/mi2） 人種別人口構成 - 白人: 97.94% - アフリカン・アメリカン: 0.40% - ネイティブ・アメリカン: 0.31% - アジア人: 0.45% - 太平洋諸島系: 0.01% - その他の人種: 0.19% - 混血: 0.69% - ヒスパニック・ラテン系: 0.63% 先祖による構成 - ドイツ系：19.0% - イギリス系：16.3% - アメリカ人：16.1% - アイルランド系：12.6% - イタリア系：6.4% | 年齢別人口構成 - 18歳未満: 25.5% - 18-24歳: 6.8% - 25-44歳: 27.2% - 45-64歳: 24.7% - 65歳以上: 15.7% - 年齢の中央値: 39歳 - 性比（女性100人あたり男性の人口） - 総人口: 95.1 - 18歳以上: 92.1 世帯と家族（対世帯数） - 18歳未満の子供がいる: 31.8% - 結婚・同居している夫婦: 57.4% - 未婚・離婚・死別女性が世帯主: 8.9% - 非家族世帯: 29.2% - 単身世帯: 24.7% - 65歳以上の老人1人暮らし: 11.5% - 平均構成人数 - 世帯: 2.52人 - 家族: 2.99人 |

## 経済
郡内の主要雇用主は天然ガス産業、デュポン、グローバル・タングステン・アンド・パウダーズ（元シルベニア）、クラフトマスター、カーギル・リージョナル・ビーフ、ワイアラシングである。

## 都市と町

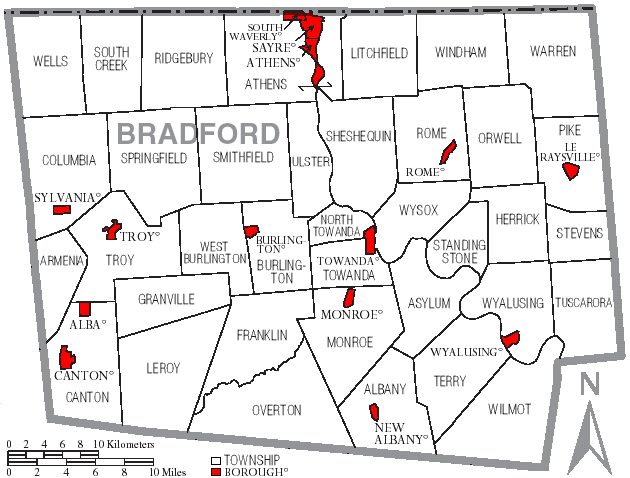
ブラッドフォード郡の自治体、ボロは赤、タウンシップは白、国勢調査指定地域は青

ペンシルベニア州法の下では4種類の自治体がある。市、ボロ、タウンシップ、町である。

### ボロ
| - アルバ - アセンズ - バーリントン - カントン - ルレイズビル - モンロー - ニューオールバニ | - ローム - セイア - サウスウェイバリー - シルベニア - トウォンダ - 郡庁所在地 - トロイ - ワイアラシング |

### タウンシップ
| - オールバニ - アーメニア - アシラム - アセンズ - バーリントン - カントン - コロンビア - フランクリン - グランビル - ヘリック - ルロイ - リッチフィールド - モンロー | - ノーストウォンダ - オーウェル - オーバートン - パイク - リッジベリー - ローム - シェシェキン - スミスフィールド - サウスクリーク - スプリングフィールド - スタンディングストーン - スティーブンス | - テリー - トウォンダ - トロイ - タスカローラ - アルスター - ウォーレン - ウェルズ - ウェストバーリントン - ウィルモット - ウィンダム - ワイアラシング - ワイソックス |

### 国勢調査指定地域
国勢調査指定地域はアメリカ合衆国国勢調査局が人口統計データを取るために設定した地域である。州法の下では実際の司法権が及ぶ範囲ではない。村などその他の未編入領域も下記に挙げる。
- グリーンズランディング

### 未編入の町

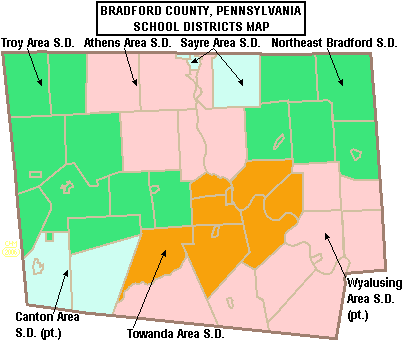
ブラッドフォード郡教育学区の区分図

- ベリータウン
- ブラウンタウン

## 教育

### 公共教育学区
- アセンズ地域教育学区
- カントン地域教育学区（一部はライカミング郡とタイオガ郡内）
- [ノースイースト・ベッドフォード教育学区
- セイア地域教育学区
- トウォンダ地域教育学区
- トロイ地域教育学区
- ワイアラシング地域教育学区（一部はワイオミング郡内）

- 州内には14の公立サイバー・チャータースクールがあり、幼稚園生から12年生までの子供が無料で利用できる

### その他公的教育団体
- ブラスト中間ユニット第17号[9]
- ノーザンティア・キャリアセンター[10] トウォンダ
- 成人教育リンケージサービス - トロイ

### 私立学校
2012年時点で、ペンシルベニア州教育省に登録される私立学校は次の通りである。
- カントン・カントリー学校 - カントン
- チルドレンズプレース - セイア
- エピファニー学校（カトリック） - セイア
- フリーダム・レーン・アカデミー - ミラン
- G&G 学習センター - ローム
- マラナサ・ミッション学習コミュニティ第13支所 - カントン
- ノースローム・クリスチャン学校
- サウスヒル・アーミッシュ学校 - ワイアラシング
- セントアグネス小学校 - トウォンダ
- ユニオンバレー・クリスチャン学校 - アルスター
- バレービュー・アーミッシュ学校 - パイク・タウンシップ
- ワイアラシングバレー子供センター INC - ワイアラシング

### 図書館
- アレン・F・ピアース自由図書館 - トロイ
- ブラッドフォード郡図書館 - トロイ
- ブラッドフォード郡図書館 System - トロイ
- グリーン自由図書館 - カントン
- マザー記念図書館 - アルスター
- モンロートン公共図書館 - モンロートン
- ニューオールバニ・コミュニティ図書館 Inc.
- セイア公共図書館
- スポルディング記念図書館 - アセンズ
- トウォンダ公共図書館
- ワイアラシング公共図書館

## 公園とレクリエーション
郡内には州立公園が1つある。
- マウントピスガー州立公園